# 蘇屋 (選區)
蘇屋（英語：So Uk，代號F20）是香港深水埗區議會下轄的選區，現有選區為第二代，2019年設立，2023年取消，末任區議員是民建聯成員何坤洲。

## 範圍
選區位於長沙灣東部，包括蘇屋邨及明愛醫院，與其相鄰的選區有元州、荔枝角北、龍坪及上白田及李鄭屋選區。基於區內沒有合適地點，投票站設於一街（發祥街）之隔的佛教大雄中學。

## 沿革
蘇屋選區可以追溯到李鄭屋及蘇屋選區；1993年港督彭定康推行政改方案改革區議會，取消所有委任議席及雙議席選區制度，全面實行單議席單票制，並改由選區分界及選舉事務委員會制定，區議會選區數目亦隨人口變動而大幅增加。當時設有兩個議席的李鄭屋及蘇屋選區以一邨一區形式分拆成蘇屋選區及李鄭屋選區，蘇屋選區包括整條蘇屋邨及明愛醫院。
1994年區議會選舉，屬深水埗居民協會的原李鄭屋及蘇屋選區議員陳志誠於本區爭取連任，由於只有陳氏參選，陳自動當選。
1999年區議會選舉陳志誠放棄連任，本區吸引到民協成員陳裕榮、民主建港聯盟成員陳偉明及民主黨成員任紹偉參選，結果陳偉明以僅超過四成半得票擊敗來自民主派兩位參選人（1,595票對陳裕榮的1,069及任紹偉的680票），而在該屆區選，深水埗區內出現不少民主黨與民協對撼選區。
2003年區議會選舉，民建聯、民主黨、民協繼續派人參選本區，當中民建聯陳偉明爭取連任、民主黨由鄰區荔枝角時任區議員的馬旗轉區參選，民協則派劉惠德參選。由於多人參選加上七一效應，結果投票人數大大增加，陳2,524票對馬的836及劉的699票，陳以超過六成得票成功當選。
2007年區議會選舉，陳於本區參選連任，民主派只有民協繼續派出劉惠德參選。由於加入青山道、元州街、興華街一帶，投票人數增加，陳以3,074多於劉的1,245票而當選。
2010年選管會基於房屋署以元州邨第五期為清拆蘇屋邨的接收屋邨為由，將原屬元州選區的元州邨跟蘇屋選區的蘇屋邨合併成為元州及蘇屋選區，而區內的私人樓宇則與元州選區幸福邨劃為幸福選區，這種劃法被指有利建制派議員爭取連任，而蘇屋區議員則改往元州及蘇屋選區成功連任。
2019年區議會選舉，蘇屋邨於2016年重建完成，帶動元州及蘇屋區內人口持續增加，選舉管理委員會決定將元州及蘇屋選區還原為元州選區及蘇屋選區，蘇屋選區因而「復活」，範圍包括蘇屋邨及明愛醫院一帶。結果民建聯元州及蘇屋區議員陳偉明助理何坤洲僅以128票之差險勝民協陳銘基當選，是該屆僅餘的兩名建制派深水埗區議員。

## 歷屆議員
| 屆別           | 議員   | 政治聯繫 | 政治聯繫 |
| -------------- | ------ | -------- | -------- |
| 1999年—2003年  | 陳偉明 |          | 民建聯   |
| 2003年—2007年  | 陳偉明 |          | 民建聯   |
| 2008年－2011年 | 陳偉明 |          | 民建聯   |
| 2012年－2015年 | 陳偉明 |          | 民建聯   |
| 2016年－2019年 | 陳偉明 |          | 民建聯   |
| 2020年－2023年 | 何坤洲 |          | 民建聯   |

## 選舉結果
| 政党   | 政党       | 候选人    | 票数  | %     | ±      |
| ------ | ---------- | --------- | ----- | ----- | ------ |
|        | 民協       | ①. 陳銘基 | 2,522 | 48.29 | 新選區 |
|        | 獨立民主派 | ②. 林佩雯 | 51    | 0.98  | 新選區 |
|        | 民建聯     | ③. 何坤洲 | 2,650 | 50.74 | 新選區 |
| 多数票 | 多数票     | 多数票    | 128   | 2.45  | 新選區 |

| 政党   | 政党   | 候选人    | 票数  | %     | ±      |
| ------ | ------ | --------- | ----- | ----- | ------ |
|        | 民協   | ①. 劉惠德 | 1,245 | 28.83 | 不適用 |
|        | 民建聯 | ②. 陳偉明 | 3,074 | 71.17 | 不適用 |
| 多数票 | 多数票 | 多数票    | 1,829‬ | 42.35 | 不適用 |

| 政党   | 政党   | 候选人    | 票数  | %     | ±      |
| ------ | ------ | --------- | ----- | ----- | ------ |
|        | 民建聯 | ①. 陳偉明 | 2,524 | 62.18 | 不適用 |
|        | 民主黨 | ②. 馬旗   | 836   | 20.60 | 不適用 |
|        | 民協   | ③. 劉惠德 | 699   | 17.22 | 不適用 |
| 多数票 | 多数票 | 多数票    | 1,688 | 41.59 | 不適用 |

| 政党   | 政党   | 候选人    | 票数  | %     | ±      |
| ------ | ------ | --------- | ----- | ----- | ------ |
|        | 民協   | ①. 陳裕榮 | 1,069 | 31.97 | 不適用 |
|        | 民建聯 | ②. 陳偉明 | 1,595 | 47.70 | 不適用 |
|        | 民主黨 | ③. 任紹偉 | 680   | 20.33 | 不適用 |
| 多数票 | 多数票 | 多数票    | 526   | 15.73 | 不適用 |

| 政党   | 政党                  | 候选人 | 票数     | %      | ±      |
| ------ | --------------------- | ------ | -------- | ------ | ------ |
|        | 建制派/深水埗居民聯會 | 陳志誠 | 自動當選 | 不適用 | 不適用 |
| 多数票 | 多数票                | 多数票 | 不適用   | 不適用 | 不適用 |